# R. A. MacAvoy
Roberta Ann MacAvoy, qui signe ses ouvrages R. A. MacAvoy, née le 13 décembre 1949 à Cleveland dans l'Ohio, est une écrivaine américaine de fantasy et de science-fiction. Elle reçoit le prix Astounding du meilleur nouvel écrivain 1984.

## Biographie
Roberta Ann MacAvoy est née à Cleveland dans l’Ohio, de Francis et Helen MacAvoy. Elle étudie à l’université Case Western Reserve et obtient son Bachelor of Arts en 1971. Elle épouse Ronald Allen Cain en 1978. Après avoir été développeur à SRI International à partir de 1978, elle devient écrivain à plein temps en 1982. Plusieurs de ses livres se basent sur des thématiques zen ou celtiques.

## Œuvres

### SérieThe Black Dragon
- (en) Tea with the Black Dragon, 1983
- (en) Twisting the Rope, 1986

### SérieThe Damiano
- (en) Damiano, 1983
- (en) Damiano's Lute, 1984
- (en) Raphael, 1984

### SérieThe Lens of the World
- La Quête de Nazhuret, J'ai lu, 1995 ((en) Lens of the World, 1990)
- (en) King of the Dead, 1991
- (en) Winter of the Wolf, 1993Autre titre : The Belly of the Wolf

### Autres romans
- (en) The Book of Kells, 1985
- (en) , 1987
- Le Troisième Aigle, J'ai lu, 1990 ((en) The Third Eagle, 1989)
- (en) The Go-Between, 2005
- (en) In Between, 2009